# De Samiske Samlinger
De Samiske Samlinger (nordsamisk: Sámiid Vuorká-Dávvirat) i Karasjok er hovedmuseum for samisk kunst, kultur og historie. Det blev etableret i 1972 og er administrationssæde for RiddoDuottarMuseat, som er en konsolideret enhed bestående af fire museer.
De fire museer er De Samiske Samlinger i Karasjok, Kautokeino bygdetun/Guovdageaidnu gilišillju, Porsanger museum og Kokelv sjøsamiske museum.
Ved De Samiske Samlinger er det bevaret omkring 5000 genstande. Derudover findes en kunstsamling på omkring 800 værker. Her findes også et frilandsmuseum med mere end 10 bygninger.